# NGC 2493
NGC 2493 في الفهرس العام الجديد، هي مجرة، تقع في كوكبة التوأمان. اكتشفت في 24 ديسمبر 1827 بواسطة جون هيرشل.

## روابط خارجية
- NGC 2493 على موقع ويكي سكاي: DSS2, SDSS, GALEX, IRAS, Hydrogen α, X-Ray, Astrophoto, Sky Map, Articles and images